# نقش‌برجسته شهسوار
نگارکند شهسوار مربوط به دوره عیلامیان است و در ۸ کیلومتری جاده خاوری ایذه، دامنه خاوری کوهباد واقع شده و این اثر در تاریخ ۲۷ بهمن ۱۳۷۸ با شمارهٔ ثبت ۲۵۹۸ به‌عنوان یکی از آثار ملی ایران به ثبت رسیده است.